# Años 770
Los años 770 o década del 770 empezó el 1 de enero del 770 y terminó el 31 de diciembre del 779. 

## Acontecimientos
- En el reinado del rey Silo de Asturias, rebelión gallega.
- Adriano I sucede a Esteban III  como papa en el año 772.
- Batalla de Pavía (773)